# Прохоровское сельское поселение (Тюменская область)
Прохоровское се́льское поселе́ние — муниципальное образование в Армизонском районе Тюменской области Российской Федерации.
Административный центр — село Прохорово.

## История
Статус и границы сельского поселения установлены Законом Тюменской области от 5 ноября 2004 года № 263 «Об установлении границ муниципальных образований Тюменской области и наделении их статусом муниципального района, городского округа и сельского поселения».

## Население
| 2010 | 2011 | 2012 | 2013 | 2014 | 2015 | 2016 |
| ---- | ---- | ---- | ---- | ---- | ---- | ---- |
| 746  | ↘743 | ↘710 | ↘696 | ↘686 | ↘675 | ↘656 |
| 2017 | 2018 | 2019 | 2020 | 2021 | 2023 |      |
| ↗664 | ↘658 | ↘648 | ↘602 | ↗619 | ↘600 |      |

## Состав сельского поселения
| № | Населённый пункт | Тип населённого пункта       | Население |
| - | ---------------- | ---------------------------- | --------- |
| 1 | Бердюгина        | деревня                      | ↘102      |
| 2 | Вьялково         | деревня                      | ↘80       |
| 3 | Жиряково         | деревня                      | ↘194      |
| 4 | Прохорово        | село, административный центр | ↘370      |